# Jürgen Heimüller

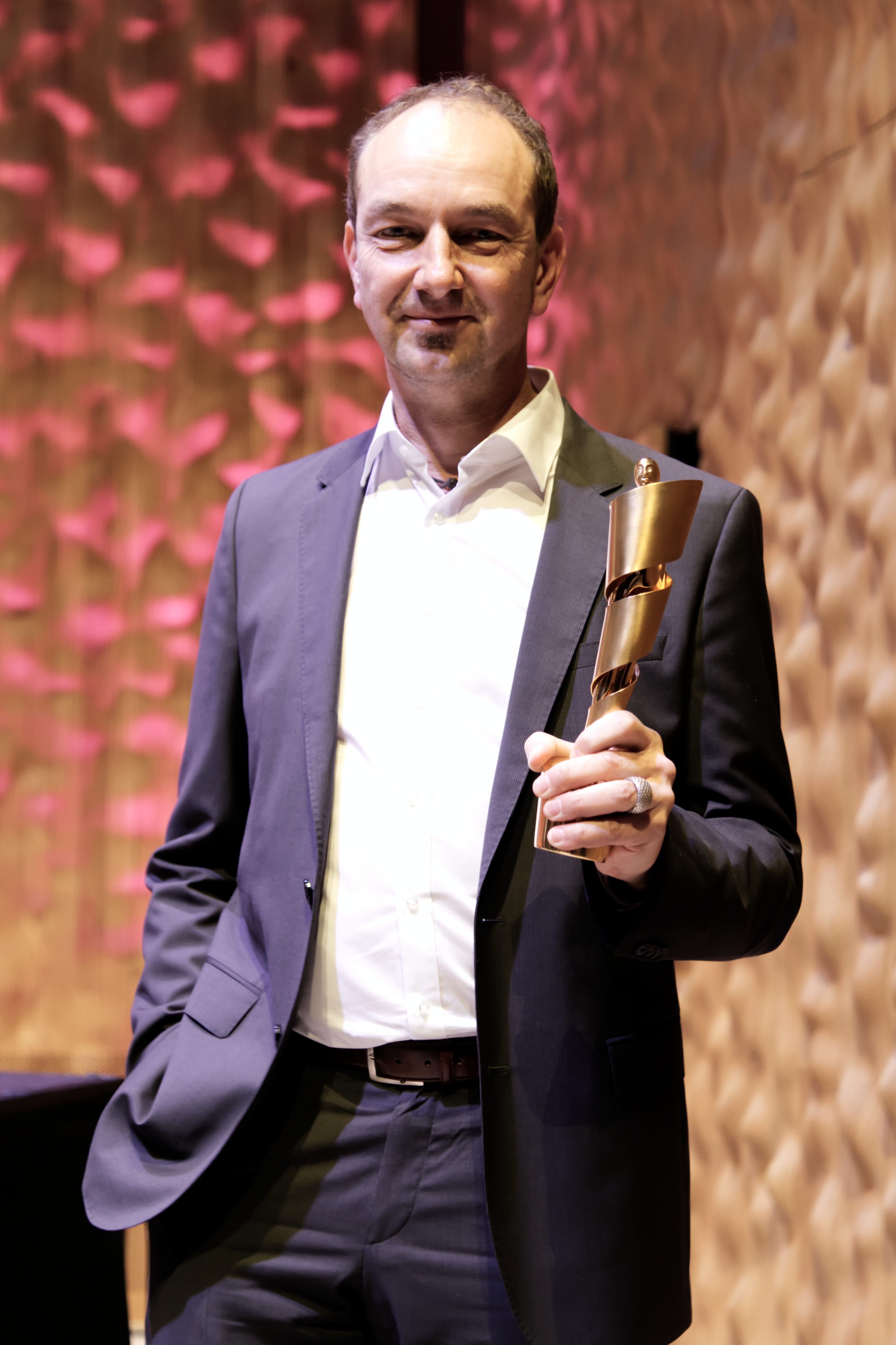
Jürgen Heimüller bei der Verleihung des Deutschen Kurzfilmpreises 2019 in Hamburg

Jürgen Heimüller (* 1967 in Nürnberg) ist ein deutscher Schauspieler, Musiker und Filmemacher.

## Leben und Werk
Heimüller wuchs als jüngstes von vier Kindern in der Fränkischen Schweiz auf. Im Alter von sechs Jahren begann er, sich autodidaktisch das Klavierspiel beizubringen, später kamen noch Gitarre, Schlagzeug und Gesang dazu. In seiner Jugend spielte er in diversen Bands, darunter in der Nürnberger Art-Rock Gruppe Kaminsky united. Nach dem Zivildienst und einem abgebrochenen Germanistikstudium schlug er sich mit diversen Gelegenheitsjobs durch, ab 1999 widmete er sich dem Schauspiel; auf erste Theaterengagements folgte 2004 die ZAV-Prüfung und die Aufnahme in die ZAV als Schauspieler.
Musikalisch konzentrierte er sich lange auf Kleinkunst und Theatermusik. So begleitete er 2010 die Platonov-Inszenierung von Georg Schmiedleitner am Staatstheater Nürnberg drei Stunden nonstop an der E-Gitarre. Filmmusik schrieb er unter anderem für den Kurzfilm „Pix“ von Sophie Linnenbaum, der 2017 auf dem Max-Ophüls-Festival seine Premiere feierte und im Herbst selben Jahres mit dem Deutschen Kurzfilmpreis ausgezeichnet wurde.
2016 stand er bei der Theaterverfilmung von Kora unter der Regie des Schweizer Regisseurs Urs Odermatt in der Hauptrolle des Morton vor der Kamera.
Seit 2016 schreibt und dreht er auch eigene Filme. Sein Kurzfilm „Die letzten fünf Minuten der Welt“, in dem er auch selbst mitspielte, hat unter anderem den Deutschen Kurzfilmpreis 2019 gewonnen.
Bis 2021 spielte er bei der Akustik-Balkan-Formation Metropolski Cirkus Orkestar Cajón, Gesang und Akkordeon.
Für sein Kinofilmprojekt „die putzfrau“ erhielt er 2023 das Nürnberger Autorenstipendium.
Jürgen Heimüller lebt in Berlin und Nürnberg.

## Theaterrollen (Auswahl)
- 2001: Till Eulenspiegel in Spektakel um Till Eulenspiegel an der Landesbühne Oberfranken (Regie: Jan Burdinski)
- 2003: Valerio in Leonce und Lena an der Landesbühne Oberfranken (Regie: Jan Burdinski)
- 2008: Michal, Lobosch in Krabat am Theater Pfütze (Regie: Christopher Gottwald)
- 2009: Hilfe, mein Geld ist weg! am Staatstheater Nürnberg (Regie: Iwona Jera)
- 2012: Kurt Fellner in Indien am Dehnberger Hoftheater (Regie: Bernd Schramm)
- 2014: Stubb, Elias, Peleg in Moby Dick am Theater Pfütze (Regie: Karin Eppler)
- 2014: Professor Marcus in Ladykillers am Dehnberger Hoftheater (Regie: Thomas Klischke)
- 2015: Volker, Bürgermeister in Jagdszenen aus Niederbayern an der Tafelhalle Nürnberg (Regie: Barish Karademir)
- 2016: Steven Spettigue in Charleys Tante am Dehnberger Hoftheater (Regie: Marcus Everding)
- 2017: Head of Qualitiy in Zersplittert an der Tafelhalle Nürnberg (Regie: Barish Karademir)
- 2017: Bernard Gui, Abbo von Fossanova in Der Name der Rose am Theater Pfütze (Regie: Marcelo Diaz)
- 2019: Justine, Norine, Potard in Die Affäre Rue de Lourcine am Gostner Hoftheater (Regie: Britta Schreiber)
- 2020: Charles in Madame Bovary, it‘s me too an der Tafelhalle Nürnberg (Regie: Susanna Curtis)
- 2021: Butterfly Brain an der Tafelhalle Nürnberg (Regie: Susanna Curtis)

## Filmografie (Auswahl)
Darsteller
- 2008: Dahoam is dahoam (Fernsehserie, Regie: Tanja Roitzheim)
- 2008: Faust (Kinofilm, Regie: Hartwig Müller-Rupprecht)
- 2015: Encounters (Serienpilot, Regie: Adrian Dure)
- 2016: Mär (Kinofilm, Regie: Katharina Mihm)
- 2016: Kora (Kinofilm, Regie: Urs Odermatt)
- 2016: Trauerweiden (Kurzfilm, Regie: Natalia Sinelnikova)
- 2018: Don't Read This On A Plane (Kinofilm, Regie: Stuart McBratney)
- 2020: Meeting (Kurzfilm, Regie: Jannis Alexander Kiefer)
- 2020: Tatort: Wo ist Mike? (Regie: Andreas Kleinert)
- 2021: Encounters (Serie, Regie: Adrian Dure)
- 2022: Betriebsstörung (Serie, Regie: Nils Münter)
- 2023: The Yellow Tie (Kinofilm, Regie: Serge Ioan Celebidachi)
- 2023: Die Rosenheim Cops (Serie, Regie: Micaela Zschieschow)
- 2025: The Idiots (Kinofilm, Regie: Małgorzata Szumowska)

Regisseur, Autor und Darsteller
- 2016: Blumentopf (Kurzfilm)
- 2019: Die letzten fünf Minuten der Welt (Kurzfilm)
- 2021: better half (Kurzfilm)

## Auszeichnungen
- 2017 3. Platz beim SelfMadeShorty-Festival auf dem Münchner Filmfest für „Wovon wir träumen“[4]
- 2017 Deutscher Kurzfilmpreis in Gold für „Pix“ (Filmmusik)
- 2019 Neiße Filmfestival Publikumspreis für „Die letzten fünf Minuten der Welt“[5]
- 2019 Nominiert fürs SelfMadeShorty-Festival auf dem Münchner Filmfest mit „Happy Ende“
- 2019 Deutscher Kurzfilmpreis: Goldene Lola für „Die letzten fünf Minuten der Welt“[6]
- 2020 Biberacher Filmfestspiele Jurypreis „Bester Kurzfilm“ für „Die letzten fünf Minuten der Welt“
- 2020 Deutscher Kurzfilmpreis in Gold für „Meeting“ (Schauspiel)[7]
- 2022 exground Filmfest Wiesbaden: 1. Platz im deutschen Kurzfilmwettbewerb für „better half“[8]

## Synchronisationen (Auszug)
- 2010: Tales of Vesperia: The First Strike (als Hauptmann Nylen Fedrock)
- 2010: The Final Season (Tom Arnold als Burt Akers)
- 2010: Stay Cool (Scott Michael Campell als Officer Bird)
- 2010: Hunger (Linden Ashby als Grant)
- 2011: Dead Cert (Craig Fairbrass als Freddy Frankham)
- 2017: Gate (als Akira Tomita)
- 2018: Die Maske (Robert Talarczyk als Jacek's Schwager)
- 2019: Gunned down (Craig Fairbrass als Jack London)
- 2019: Synonymes (Christophe Paou als Raphaël)
- 2019: I'll Take Your Dead (Aidan Devine als William)
- 2021: Everytime I die (Marc Menchaca als Jay)
- 2021: Anything for Jackson (Julian Richings als Henry Walsh)
- 2023: Rückkehr nach Korsika (Cédric Appietto als Marc-Andria)

## Diskografie
- 1995: Home (Kaminsky united)
- 2001: Neurosenkavaliere (mit Arnd Rühlmann)
- 2003: Tres Noches
- 2008: Prachtkerle deluxe (mit Arnd Rühlmann)
- 2016: Janko (EP, Metropolski Cirkus Orkestar)
- 2019: Bohemian Barbershop (Metropolski Cirkus Orkestar)